# Dany Boon
Dany Boon, właściwie Daniel Farid Hamidou (ur. 26 czerwca 1966 w Armentières) – francuski komik, aktor, reżyser, scenarzysta oraz producent filmowy. Międzynarodową sławę przyniósł mu film komediowy Jeszcze dalej niż Północ z 2008, którego był reżyserem i scenarzystą, a także zagrał w nim jedną z głównych ról.

## Życiorys

### Pochodzenie i początki kariery scenicznej
Jest synem Ahmeda Hamidou (byłego boksera, a zawodowo – kierowcy ciężarówek, pochodzącego z Kabylii w Algierii) i Danièle Ducatel (gospodyni domowej z północnej Francji). Na świat przyszedł i wychowywał się w mieście Armentières (w departamencie Nord). Ma dwóch braci: Alexisa oraz Philippe'a. Studiował grafikę i rysunek w belgijskim Tournai, następnie uzyskał dyplom CAP z fotografii (1981). Zatrudniony w agencji reklamowej opracował swoje pierwsze spektakle komiczne i skecze (1983–84). W 1989 przeprowadził się do Paryża, uzyskał pracę rysownika i występował w paryskich kawiarniach jako Dany Boon (pseudonim zaczerpnął od bohatera amerykańskiego serialu telewizyjnego). W 1992 porzucił zawód rysownika, a w 1994 odniósł pierwszy sukces ze spektaklem Dany Boon Fou? wystawianym w paryskim Théâtre Tristan-Bernard. Kolejnymi spektaklami zdobywał coraz większą publiczność. Jednocześnie zaczął grywać w filmach.

### Sukces
W 2006 spróbował swoich sił w reżyserii (film La maison du bonheur). W 2008 wyreżyserował film Jeszcze dalej niż Północ (Bienvenue chez les Ch'tis), który odniósł największy sukces kasowy w historii francuskiego kina (ponad 20 mln widzów). Film opowiada historię kierownika poczty z Salon-de-Provence na południu Francji, który zostaje przeniesiony do Bergues na północy Francji i odkrywa krainę ch'tis. Film kipi humorem i ciepłym podejściem do problemów związanych ze stereotypowymi wyobrażeniami na temat mieszkańców północnej Francji. Dzięki niemu Dany Boon uzyskał status megagwiazdy w swoim kraju. 26 czerwca 2008 nadano mu tytuł Oficera Orderu Sztuki i Literatury, a 10 listopada 2009 – Rycerza Legii Honorowej.

### Życie prywatne
W latach 1998–2002 żonaty z aktorką Judith Godrèche, którą spotkał podczas kręcenia filmu Bimboland. 26 grudnia 2003 poślubił szwajcarską modelkę i scenarzystkę Yaël Harris (obecnie Yaël Boon), którą poznał w grudniu 2002. Jest ojcem piątki dzieci:
- Mehdiego (ur. 25 sierpnia 1997) – ze związku z aktorką Sophie Hermelin[2];
- Noé (ur. 4 września 1999) – z małżeństwa z Judith Godrèche[3];
- Eytana (ur. 23 czerwca 2005)[4], Élii (ur. 20 grudnia 2006) i Sarah (ur. 27 lutego 2010)[5] – z małżeństwa z Yaël Harris.

Jest wyznawcą judaizmu. Przez pięć lat (2009–2014) mieszkał wraz z rodziną w Los Angeles (gdzie pracował m.in. jako doradca artystyczny przy amerykańskiej wersji filmu "Jeszcze dalej niż Północ"), by w 2014 przeprowadzić się do Londynu.

## Filmografia

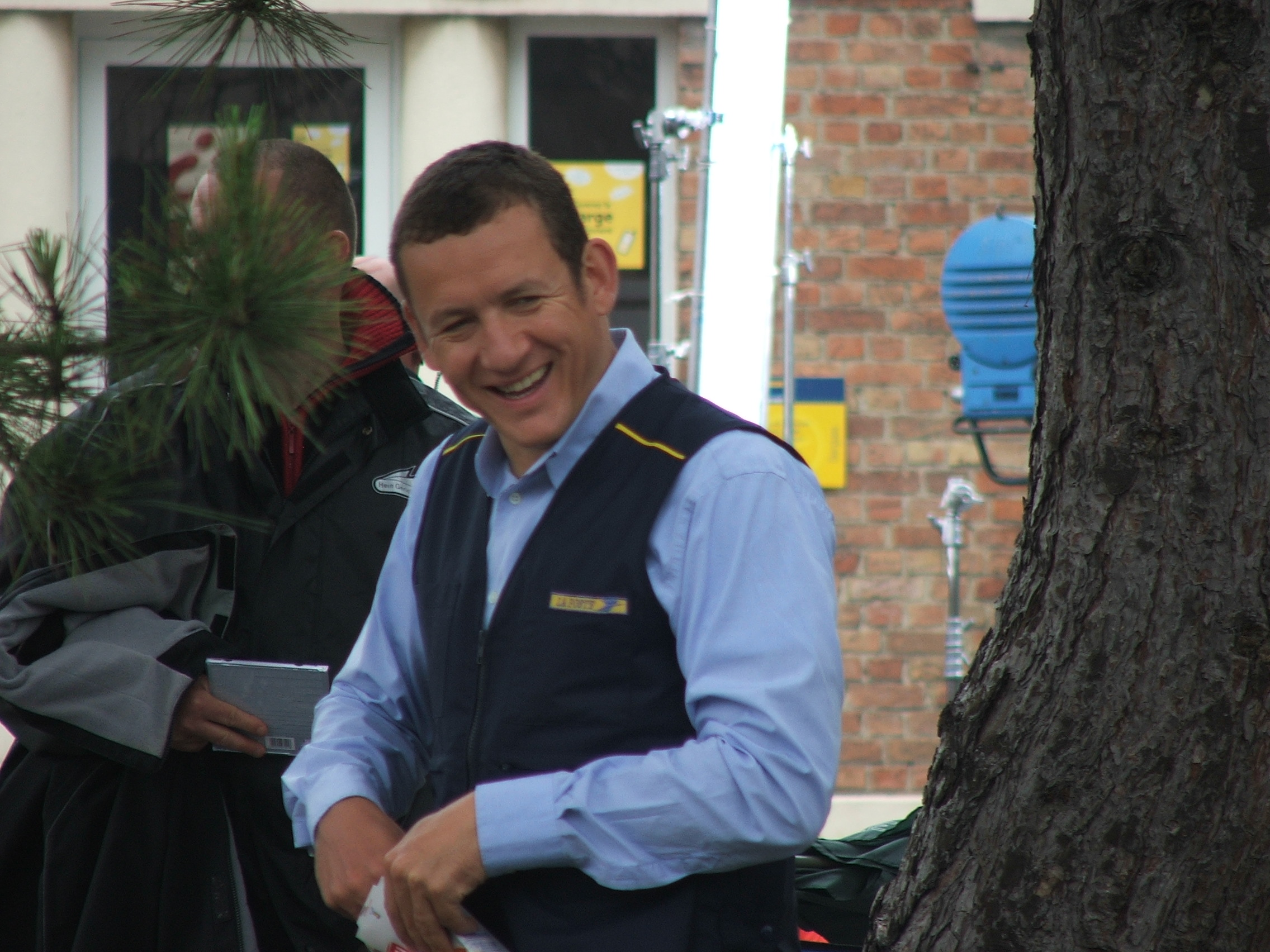
Dany Boon na planie filmu Jeszcze dalej niż Północ

- 1994: Le Grand Blanc de Lambaréné jako lekarz
- 1996: Tak (Oui) jako Wilfried
- 1996: Parole d’homme jako Gérard
- 1997: Le Déménagement jako Alain
- 1998: Bimboland jako Greg Bimboland
- 2004: Pédale dure jako Sébastien „Seb” Jouve
- 2005: Boże Narodzenie (Joyeux Noël) jako szeregowy Ponchel
- 2005: Magiczna karuzela (The Magic Roundabout) jako Ambroise
- 2006: Czyja to kochanka? (La Doublure) jako Richard
- 2006: Wymarzony domek (La Maison du bonheur) jako Charles Boulin + reżyseria i scenariusz
- 2006: Mój najlepszy przyjaciel (Mon meilleur ami) jako Bruno Bouley
- 2008: Jeszcze dalej niż Północ (Bienvenue chez les Ch'tis) jako Antoine Bailleul + reżyseria i scenariusz
- 2008: Kobieta na Marsie, mężczyzna na Wenus (De l'autre cote du lit) jako Hugo
- 2009: Zmiana planów (Le code a changé) jako Piotr
- 2009: Bazyl. Człowiek z kulą w głowie (Micmacs à tire-larigot) jako Bazyl
- 2010: Witaj na południu (Benvenuti al Sud) jako urlopowicz z Pikardii
- 2011: Nic do oclenia (Rien à déclarer) jako Mathias Ducatel + reżyseria i scenariusz
- 2012: Asterix i Obelix: W służbie Jej Królewskiej Mości (Astérix et Obélix: Au Service de Sa Majesté) jako Têtedepiaf
- 2012: Wyszłam za mąż, zaraz wracam (Un plan parfait) jako Jean-Yves
- 2013: Uziemieni (Eyjafjallajökull) jako Alain
- 2014: Przychodzi facet do lekarza (Supercondriaque) jako Romain Faubert + reżyseria i scenariusz
- 2015: Lolo jako Jean-René Bravé
- 2016: Ils sont partout jako Pascal
- 2016: Dusigrosz (Radin !) jako François Gautier
- 2017: Agentka specjalnej troski (Raid dingue) jako Eugène Froissard + reżyseria i scenariusz
- 2018: La Ch'tite Famille jako Valentin + reżyseria i scenariusz
- 2019: Kraina lodu II jako Olaf[6]
- 2021: 8 Rue de l'Humanité jako Martin + reżyseria i scenariusz
- 2022: Driving Madeleine jako Charless - taksówkarz

## Spektakle

### Stand-upi one-man-shows
- 1993: Vous sentez ce rythme infernal w Movies
- 1993: Je vais bien, tout va bien w Théâtre du Lucernaire
- 1993: Chaud mais pas fatigué w Café de la Gare
- 1993–94: Dany Boon Fou? w Théâtre Tristan-Bernard
- 1995: Dany Boon au Palais des glaces: Je vais bien, tout va bien! w Palais des glaces
- 1996: Tout entier w sali Olympia w Paryżu
- 1996: Y'a culture et culture (teatrokawiarnie w północnej Francji i w Belgii)
- 1998: Dany Boon au Bataclan w Bataclan
- 2000: A french comedian lost in L.A. w Melrose Theatre w Los Angeles
- 2001–02: En parfait état w Casino de Paris i sali Olympia
- 2003–04: Dany Boon fête ses 10 ans w sali Olympia + trasa koncertowa
- 2003: Dany Boon fête ses 10 ans à s’baraque w théâtre du "Nouveau siècle"
- 2006: Waïka w sali Olympia + trasa koncertowa
- 2009–12: Trop stylé w sali Olympia + trasa koncertowa
- 2016–17: Dany de Boon des Hauts-De-France

### Sztuki teatralne
- 1992: La La Love You w Théâtre du Berry-Zèbre
- 1997: Les Voilà w Théâtre Trévise, Café de la Gare i Casino de Paris
- 2003–04: La Vie de chantier w Théâtre du Gymnase Marie Bell
- 2007–08: Le Dîner de cons w Teatrze Porte-Saint-Martin